# Rezerwat przyrody Wyspy Świderskie

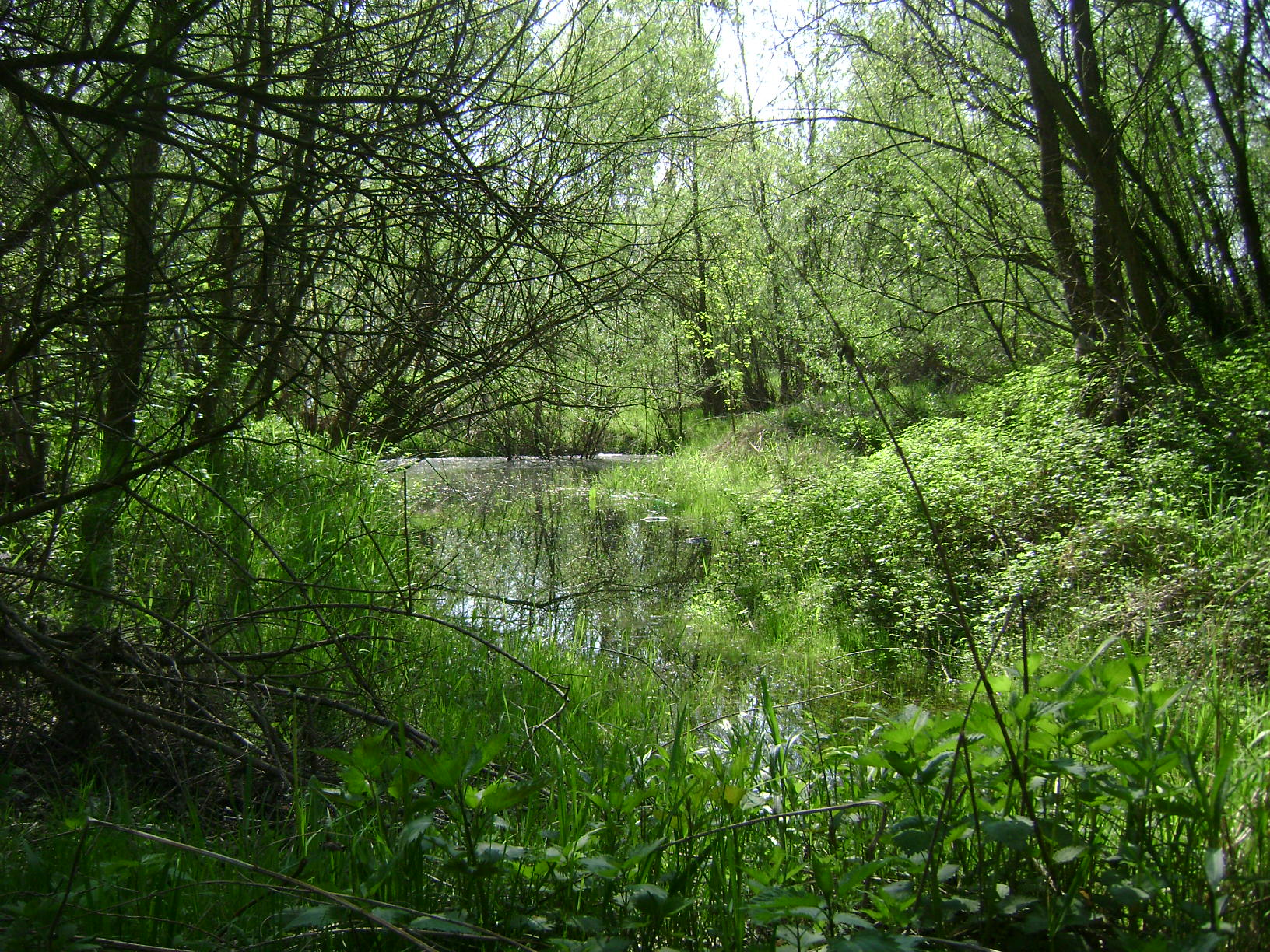
Rezerwat w gminie Konstancin-Jeziorna

Rezerwat przyrody Wyspy Świderskie – faunistyczny rezerwat przyrody utworzony w 1998 r., położony w gminie Konstancin-Jeziorna oraz na terenach miast Karczew, Otwock i Józefów w województwie mazowieckim. Zajmuje powierzchnię 572,28 ha. Obejmuje liczne wyspy, mielizny i piaszczyste łachy przy ujściu rzeki Świder oraz wody płynące Wisły.
Celem utworzenia rezerwatu była ochrona ekosystemów wodnych w korycie środkowej Wisły, o charakterze naturalnym lub zbliżonym do naturalnego. Jest to miejsce gniazdowania i żerowania rzadkich gatunków ptaków oraz ostoja zwierząt związanych ze środowiskiem wodnym. Na terenie rezerwatu stwierdzono 163 gatunki roślin i 175 gatunków kręgowców, w tym 140 gatunków ptaków.
Rezerwat należy do krajowej sieci ekologicznej ECONET-POLSKA.

## Plan ochrony
Plan ochrony dla rezerwatu przyrody Wyspy Świderskie został ustanowiony Rozporządzeniem nr 61 wojewody mazowieckiego z dnia 8 grudnia 2003 r. Ustala on obszar ochrony częściowej na całym terenie rezerwatu, polegającej na czynnej ochronie ekosystemów i składników przyrody dla ich utrzymania w stanie zbliżonym do naturalnego. Określa m.in. rodzaje działań ochronnych, sposoby minimalizacji i eliminacji zagrożeń, warunki udostępniania rezerwatu dla potrzeb naukowych, turystycznych i rekreacyjnych oraz zapisy, które muszą zostać uwzględnione przy uchwalaniu miejscowych planów zagospodarowania przestrzennego.
Wśród zadań ochronnych plan wymienia:
- wycinkę młodych drzew i krzewów wkraczających na otwarte przestrzenie
- zarybianie
- wieszanie skrzynek lęgowych
- rekultywację miejsca po składowanym piasku w Karczewie
- likwidację kolektora nieoczyszczonych ścieków w Józefowie
- systematyczne sprzątanie śmieci
- przekopanie rowów na drogach wjazdowych do rezerwatu niedopuszczonych do ruchu

Jedynym obszarem, co do którego nie przewiduje się jakiejkolwiek ingerencji człowieka, są piaszczyste ławice i wyspy.
Wśród zagrożeń zewnętrznych dla rezerwatu wymieniono: zanieczyszczenie wód Wisły oraz plany budowy zbiornika Bojary na Świdrze (zalecono rezygnację z jego realizacji, przynajmniej w części tarasu zalewowego Wisły, czyli poniżej mostu drogowego na Świdrze na drodze wojewódzkiej 801 Warszawa–Puławy).

## Zakazy
Na podstawie rozporządzeń powołujących rezerwat oraz plan ochrony dla niego, można wyróżnić następujące zakazy:
- polowania, chwytania, płoszenia i zabijania dziko żyjących zwierząt, niszczenia nor i legowisk zwierzęcych, gniazd ptasich i wybierania jaj
  - wyjątek: prowadzenie zrównoważonej gospodarki rybackiej oraz wędkowanie (tylko uprawnieni członkowie Polski Związek Wędkarski)
- pozyskiwania, niszczenia lub uszkadzania drzew i innych roślin
  - wyjątek: wycinka młodych drzew i krzewów wkraczających na otwarte przestrzenie, prowadzona zgodnie z planem ochrony
  - wyjątek: wycinanie wikliny w terminach uzgodnionych z wojewodą
- zmiany stosunków wodnych
- palenia ognisk
- zakłócania ciszy
- wysypywania, zakopywania i wylewania odpadów lub innych nieczystości, innego zanieczyszczania wód, gleby oraz powietrza
- wstępu na tereny rezerwatów przyrody, w tym zakaz poruszania się pojazdami poza drogami dopuszczonymi do ruchu
  - wyjątek: żegluga i spław, ale tylko po oznakowanym szlaku i bez możliwości przybijania do wysp, kęp i łach
  - wyjątek: prowadzenie badań naukowych za zgodą wojewody
- zakaz poboru piasku (z wyłączeniem „prac utrzymaniowych” prowadzonych przez administratora wód)

Ponadto zakazy te nie dotyczą prowadzenia akcji ratowniczych i wykonywania zadań z zakresu obronności państwa.